# Scytodes kinzelbachi
Scytodes kinzelbachi är en spindelart som beskrevs av Jörg Wunderlich 1995. Scytodes kinzelbachi ingår i släktet Scytodes och familjen spottspindlar.
Artens utbredningsområde är Jordan. Inga underarter finns listade i Catalogue of Life.